# Eleocharis intermedia
Eleocharis intermedia är en halvgräsart som beskrevs av Schult.. Eleocharis intermedia ingår i släktet småsäv, och familjen halvgräs. Inga underarter finns listade i Catalogue of Life.